# 宇佐和通
宇佐 和通（うさ わつう、男性、1962年 - ）は、日本の翻訳家、著作家。

## 経歴
東京都出身。国際商科大学商学部卒業後、南オレゴン大学にてビジネスコース修了。商社、通信社勤務を経て、翻訳家・作家に転身。日本の都市伝説研究の第一人者でもある。現在はハワイ在住。

## 著書
- 『世界の猟奇殺人事件簿 - ショック! 血染めの凶悪犯罪!!』（にちぶん文庫） 1995
- 『シンクロニシティ - 世にも奇妙な偶然の一致』（並木伸一郎共著、学習研究社、ムー・スーパー・ミステリー・ブックス） 2000
- 『とっさのワン・ワード英会話』（学習研究社） 2003
- 『犬にまつわる不思議な話』（学習研究社） 2004
- 『THE 都市伝説』（新紀元社） 2004
- 『THE 都市伝説 NEXT』（新紀元社） 2005
- 『猫にまつわる不思議な話』（学習研究社） 2005
- 『THE 都市伝説 RELOADED』（新紀元社） 2007
- 『FBI超能力捜査官マクモニーグルと「遠隔透視」部隊の真実 - リモート・ビューイングのすべて』（並木真一郎共著、学習研究社） 2007
- 『都市伝説の正体 - こんな話を聞いたことはありませんか?』（祥伝社） 2009
- 『インテリジェント・デザイン - ID理論 ダーウィンの進化論は完全に間違っていた!! 聖書原理主義の創造論でもない「第三の生命観」、ついに日本上陸!!』（学習研究社、ムー・スーパー・ミステリー・ブックス） 2009
- 『都市伝説の真実』（祥伝社） 2010
- 『ムー公式 実践・超日常英会話』（石原まこちんイラスト、学研プラス） 2017
- 『陰謀論時代の闇：日本人だけが知らない世界を動かす“常識”の真相』（笠間書院） 2023
- 『AI時代の都市伝説 世界をザワつかせる最新ネットロア50』（笠間書院） 2024
- 『5人の予言者と2025年からの恐怖の地球未来図』（笠間書院） 2024
- 『イルミナティ ニューワールドオーダー裏解説ブック』（飛鳥新社） 2024 ※解説

## 主な翻訳
- 『アトランティスは南極大陸だった!!』（ランド・フレマス, ローズ・フレマス、学研プラス、ムー・スーパー・ミステリー・ブックス） 1995
- 『月下の恋』（ジェームズ・ハーバート、学習研究社） 1996
- 『アトランティス崩壊の謎：超先進文明 紀元前1198年11月、隕石の激突で大洪水が起こった』（フランク・ジョセフ、日本文芸社） 1997
- 『悪魔の世界管理システム「ハープ」 (ニック・ベギーチ, ジーン・マニング、学研プラス、ムー・スーパー・ミステリー・ブックス） 1997
- 『シンデレラの魔法 - 思いどおりの貴女になれるカンタン魔術』（アテナ・スターウーマン、日本文芸社） 1998
- 『シンクロニシティと7つの性格タイプ - 「奇跡の偶然」を呼び込む実践的方法』（フランク・ジョセフ、ベストセラーズ） 2002
- 『死刑囚 最後の晩餐』（タイ・トレッドウェル＆ミッシェル・バーノン、筑摩書房） 2003
- 『火星のモニュメント：NASAがひた隠す太古文明の痕跡』（リチャード・C・ホーグランド、並木伸一郎共訳、学研プラス） 2003
- 『天使が癒してくれる』（シルビア・ブラウン、ベストセラーズ） 2003
- 『劇的瞬間の気もち』（A・J・ジェイコブス、筑摩書房） 2004年
- 『モンゴ ニューヨークのゴミをめぐる冒険』（テッド・ボサ、筑摩書房） 2005
- 『すべての出来事には理由がある』（スーザン・ノースロップ、ベストセラーズ） 2008
- 『やりとげる力』（スティーヴン・プレスフィールド、筑摩書房） 2008
- 『やせたがる体のつくり方』（ジョン・ガブリエル、ベストセラーズ） 2009
- 『アート・オブ・ロー・リビングフード』（ジェニー・ロス、ライトワークス） 2010
- 『ロスト・シンボルの秘密がわかる33の鍵』(トマス・ベイヤー・ジュニア、ソフトバンククリエイティブ) 2010
- 『世界で最も危険な書物 - グリモワールの歴史』（オーウェン・デイビーズ、柏書房） 2010
- 『目覚めた人になる4つのステージ』（ソニア・ショケット、ソフトバンククリエイティブ） 2011
- 『世界史と西洋占星術』（ニコラス キャンピオン、鏡リュウジ監訳、水野友美子との共訳、柏書房） 2012
- 『マーメイドのすべて』（ドリーン・バーチュー、ライトワークス） 2013
- 『エンジェルドリーム オラクルカード』（メリッサ・バーチュー＆ドリーン・バーチュー、ライトワークス） 2013
- 『アースエンジェル革命 - “いい人”から“愛される人”へ』（ドリーン・バーチュー、JMAアソシエイツステップワークス事業部） 2014
- 『クリエイティブを仕事にする方法』（ドリーン・バーチュー、JMAアソシエイツステップワークス事業部） 2016
- 『エンジェル・アストロロジー 天使の占星術 - 星座を守護する12の大天使』(ドリーン・バーチュー、JMAアソシエイツステップワークス事業部） 2017
- 『デムーリン・ブラザーズの華麗なる秘密結社グッズカタログ』(ジュリア・スーツ、ヒカルランド） 2022
- 『知られざる巨大秘密結社 オッド・フェローズ 世界史を動かした【謎の組織】の全貌』(ルイ・ブレイク・セイル・サルミエント、ヒカルランド） 2024
- 『【数量限定】イルミナティ ニューワールドオーダー 日本語版（カードゲーム）』(スティーブ・ジャクソン監修、飛鳥新社） 2024